# Tuburan, Basilan
Tuburan là một đô thị cấp ba ở tỉnh Basilan, Philippines. Theo điều tra dân số năm 2015, đô thị này có dân số 20.207 người trong.
Năm 2006, các đô thị Akbar và Hadji Mohammad Ajul đã được thành lập từ khu vực tách ra của Tuburan, làm giảm số phường từ 30 xuống 10 phường.

## Các đơn vị hành chính
Tuburan, về mặt hành chính, được chia thành 10 khu phố (barangay).
- Lahi-lahi
- Sinulatan
- Bohetambis
- Duga-a
- Mahawid
- Lower Sinangkapan
- Tablas Usew
- Calut
- Katipunan
- Lower Tablas